# Blackpool Tramway

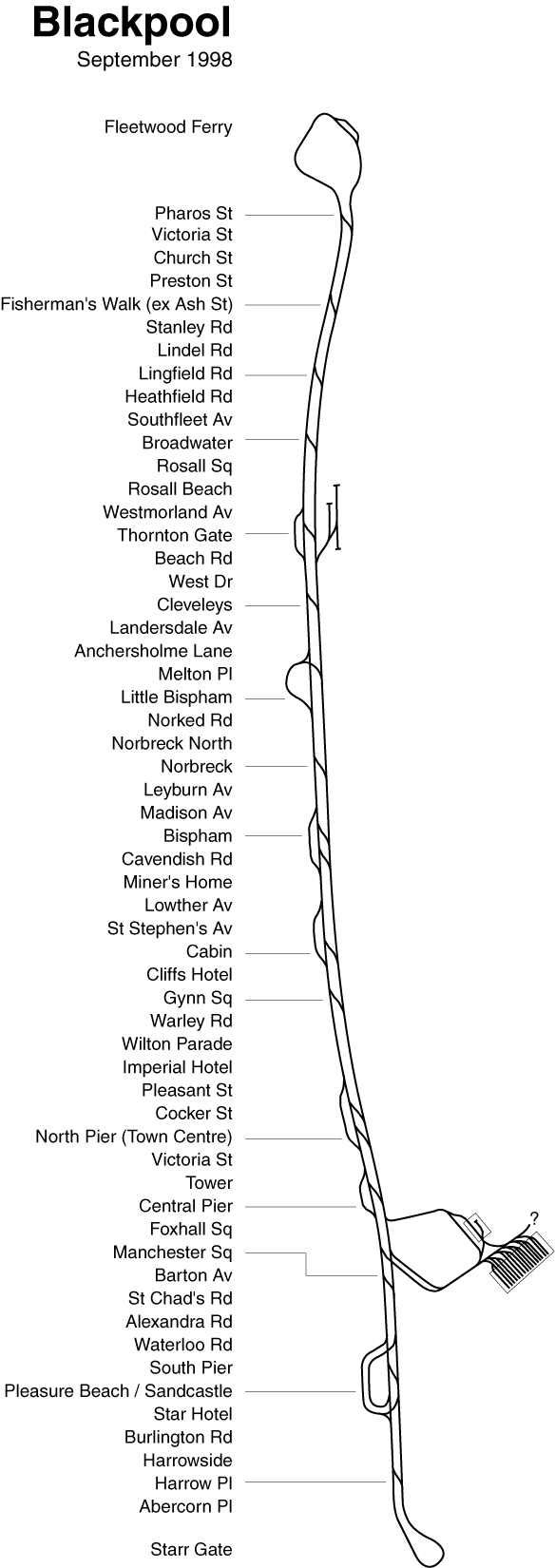
Sporenplan Blackpool Tramway

De tram van Blackpool verzorgt de verbinding tussen Blackpool en Fleetwood langs de Fylde Coast in Lancashire in Engeland. Het is het enige nog bestaande trambedrijf uit de eerste generatie trambedrijven in het Verenigd Koninkrijk. Fleetwood is de enige stad in Engeland waar de trams door de hoofdstraat zijn blijven rijden.
Het trambedrijf dateert van 1885 en is een van de oudste elektrische tramwegen ter wereld. Het wordt geëxploiteerd door Blackpool Transport als onderdeel van de Metro Coastlines, eigendom van de Blackpool Borough Council. De tramlijn heeft een lengte van 11 mijl (circa 18 kilometer). In 2019/2020 waren er 4,8 miljoen passagiers.Blackpool was tussen 1962 en 1991 de enige stad in het Verenigd Koninkrijk die nog trams had; De laatste Engelse stad waar de conventionele trams werden opgeheven was Sheffield in 1960. De laatste stad in het Verenigd Koninkrijk was Glasgow in 1962. De opening van de Manchester Metrolink in 1991 was de voorbode van de herleving van de tram.

## Geschiedenis

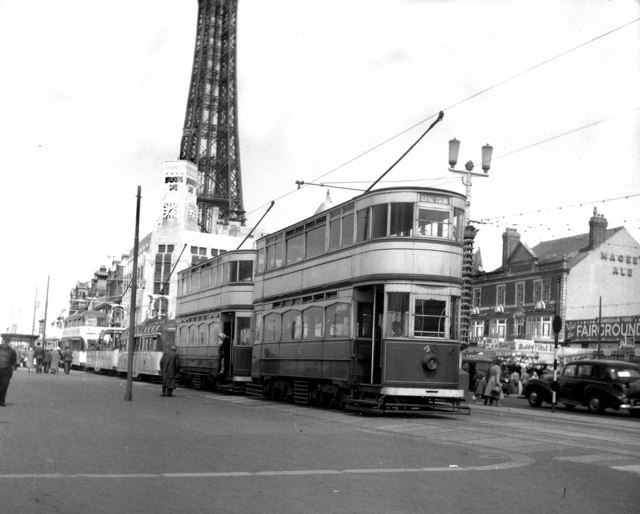
Blackpool Standard Car 48 in 1959

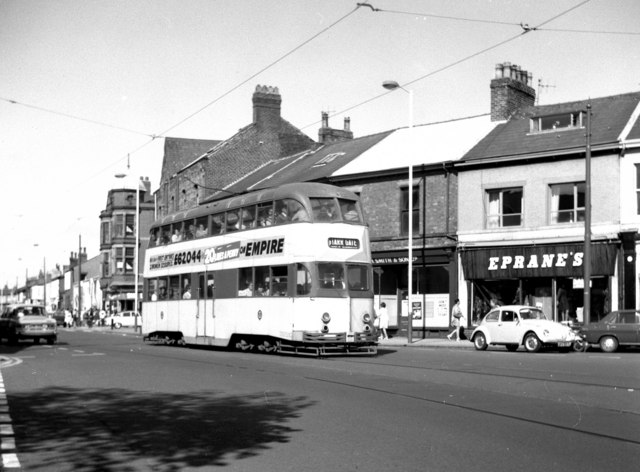
Balloon Car op Albert Square in 1964

Het eerste lijngedeelte werd geopend op 29 september 1885, dit was een lijn met railvoeding die over de Blackpool Promenade reed tussen Cocker Street en Dean Street.
Het was een van de eerste bruikbare elektrische tramlijnen ter wereld, zes jaar na de demonstratie van de eerste elektrische tram door Werner von Siemens in 1879.
De lijn werd tot 1892 geëxploiteerd door de Blackpool Electric Tramway Company, waarna de Blackpool Corporation de lijn overnam. Een tweede lijn werd in 1895 geopend van Manchester Square via Lytham Road naar South Shore (Zuiderstrand). In 1897 werd de trambaan verlengd naar de South Pier (Zuidpier) en er kwam een lijn via de Station Road, waarmee Lytham Road werd verbonden met de Promenade.
In 1899 werd de railvoeding vervangen door stroomafname via de bovenleiding. In 1900 werd de lijn naar het noorden verlengd tot Gynn Square, waar een aansluiting kwam op de Blackpool & Fleetwood Tramroad. In 1901 werd de Marton loop geopend, die Talbot Square en Central Station verbond via Church Street, Devonshire Square, Whitegate Drive, Waterloo Road en Central Drive. Een nieuw depot werd gebouwd aan de Whitegate Drive in Marton. In 1902 werd een lijn toegevoegd van Talbot Square via Talbot Road naar Layton. In 1903 bereikte de Promenade-lijn Pleasure Beach.
In 1920 nam Blackpool Corporation de Blackpool & Fleetwood Tramroad Company over, inclusief acht mijl tramspoor en drie tramdepots, waarvan twee in Fleetwood en een in Bispham. Het kleine depot aan Bold Street in Fleetwood werd gesloten en er werd een keerlus aangelegd bij Fleetwood Ferry.
Het oorspronkelijke depot aan Blundell Street werd in 1920 vervangend door een groter depot aan Rigby Road. Parallel aan de lijn naar Fleetwood werd in 1925 een kortere route aangelegd tussen Rossall en Broadwater. De laatste uitbreiding vond plaats in 1926, langs de Promenade naar Clifton Drive bij Starr Gate. Hier was een verbinding met de sporen naar Lytham St. Annes.
In 1936 werden de eerste routes gesloten, die langs Central Drive en naar Layton. De route langs Lytham Road werd in 1961 opgeheven, naar Marton in 1962 en tot slot de route langs Dickson Road naar North Station in 1963. Ook in 1963 werden de depots van Marton en Copse Road gesloten. Bispham Depot sloot in 1966. Hierna bleef alleen de route van Starr Gate naar Fleetwood over. Deze bestaat nog steeds. De Blackpool Borough Council droeg de exploitatie van de trams en bussen in 1986 over aan Blackpool Transport Services Limited.
In 2002 werd een plan gelanceerd om de tramlijn naar het zuiden te verlengen tot St Annes en naar nieuwe woonwijken in Fleetwood in het noorden, met mogelijke verdere uitbreiding naar Poulton-le-Fylde en Thornton. Tot 2021 is hier nog niets van terechtgekomen.
In november 2007 werd de tramlijn voor het eerst over de gehele lengte gedurende vijf maanden stilgelegd voor ingrijpend herstelwerk. Dit was de tweede fase van een £ 11.800.000 kostende renovatie.
In januari 2007 werd het prototype supertram nr. 611 getest op de tramlijn, waarbij deze nabij Central Pier in brand raakte en grote schade opliep. De trambestuurder kon ontsnappen terwijl de schakelkast in de cabine opgeblazen werd. De tram, gebouwd door het aan de Merseyside gevestigde Tram Power, werd getest als onderdeel van een offerte voor vervanging van de bestaande trams.
Dezelfde tram was eerder, op 30 mei 2006, ontspoord in de lus bij Starr Gate tijdens proefritten. Een rapport van een onderzoekscommissie stelde vast dat de ontsporing was veroorzaakt door slijtage aan het spoor in combinatie met een nieuw type aandrijving op het prototype tweewagenstel.
Op 1 februari 2008 werd aangekondigd dat de regering in Londen had toegestemd om de trambaan op te knappen voor in totaal 85, later honderd miljoen pond. Hiervoor is £ 60.300.000 van het totale bedrag van £ 85,3m bijgedragen. Blackpool Council en Lancashire County Council hebben beide ongeveer £ 12.500.000 bijgedragen. Hierdoor is de hele tramlijn van Starr Gate tot Fleetwood gerenoveerd.
In 2011 werd de netspanning verhoogd tot 600 V DC in afwachting van de komst van het nieuwe materieel. De laatste dag van de traditionele tramvloot was 6 november 2011. De tram werd heropend op 4 april 2012 met Flexity 2-tramstellen die de dagelijkse diensten verzorgden. Een deel van de traditionele vloot is behouden en een deel is hersteld, waarbij ongewijzigde trams deel uitmaken van de 'Heritage Fleet' en aangepaste, verbrede ballontrams deel uitmaken van de hoofdvloot. Het depot bij Starr Gate huisvest de Flexity 2-vloot. Rigby Road Depot, in de buurt van Manchester Square, is waar de traditionele trams worden bewaard. Er is veel werk verzet om ervoor te zorgen dat de traditionele trams een veilige toekomst hebben in Blackpool.
Vanaf 2017 werd gewerkt aan de uitbreiding van de lijn tot aan het station Blackpool North. De eerste tramsporen worden geïnstalleerd op Talbot Road in juli 2018. Om ruimte te maken voor het tramstation is een groot modern winkelpand met parkeerdek afgebroken. De verlenging van de tramlijn langs Talbot Road naar het treinstation Blackpool North werd op 12 juni 2024 geopend, na verschillende vertragingen. De nieuwe lijn sloot aan op de Promenade-lijn op Talbot Square, waardoor de tramroutes in totaal tot drie werden uitgebreid met een nieuwe dienst van elk van de bestaande eindpunten naar het station.

## Het trambedrijf
Tegenwoordig rijdt de tram van Starr Gate in Blackpool naar de Ferry Terminus in Fleetwood. Het grootste deel van de route loopt langs de strandboulevard van de Fylde Coast. Bij Cleveleys en op de laatste paar kilometer voor het eindpunt in Fleetwood liggen de sporen meer landinwaarts. De trambaan bestaat uit vier typen spoor:
- Straatspoor, tussen het overige verkeer - langs Lord Street in Fleetwood en een kort stuk langs de Promenade in Blackpool nabij het Metropole Hotel;
- Bestraat spoor op eigen baan langs een weg, tussen de voetgangers, maar geen ander verkeer - langs het grootste deel van de route tussen Starr Gate en Gynn Square;
- Spoor op vrije baan in ballast, alleen voor trams, geen ander verkeer - van Gynn Square tot Rossall;
- Spoor op vrije baan met buitenlijnkarakter, door het land niet langs andere wegen, alleen voor trams, geen ander verkeer - van Rossall tot Fleetwood.

Er zijn vier keerlussen: bij Starr Gate, tegenover Pleasure Beach, bij Little Bispham en in Fleetwood en een verbinding naar Rigby Road Depot.

## Diensten
Sinds de uitbreiding van het net met de aftakking naar station Blackpool North in juni 2024 rijden de trams over drie verschillende routes. De T1 trams van de Blackpool Tramway rijden van Starr Gate in het zuiden naar Fleetwood in het noorden met een frequentie van elk half uur tijdens de drukste momenten. De T2 trams rijden, met een zelfde frequentie van Starr Gate naar Blackpool North.  De T3 trams rijden om het half uur van Blackpool North naar Fleetwood Ferry. 
Sommige diensten, speciaal in de drukke perioden zoals tijdens de Blackpool Illuminations en op Bank Holidays, beginnen of eindigen op tusseneindpunten bij Cleveleys, Red Bank Road in Bispham, of Pleasure Beach. Dit maakt een intensievere dienst mogelijk in door het centrum van Blackpool.
Tijdens de Blackpool Illumination vervoeren speciaal versierde en van extra lampjes voorziene trams de passagiers langs de promenade door het geïllumineerde gebied.

## Materieel

### Geschiedenis

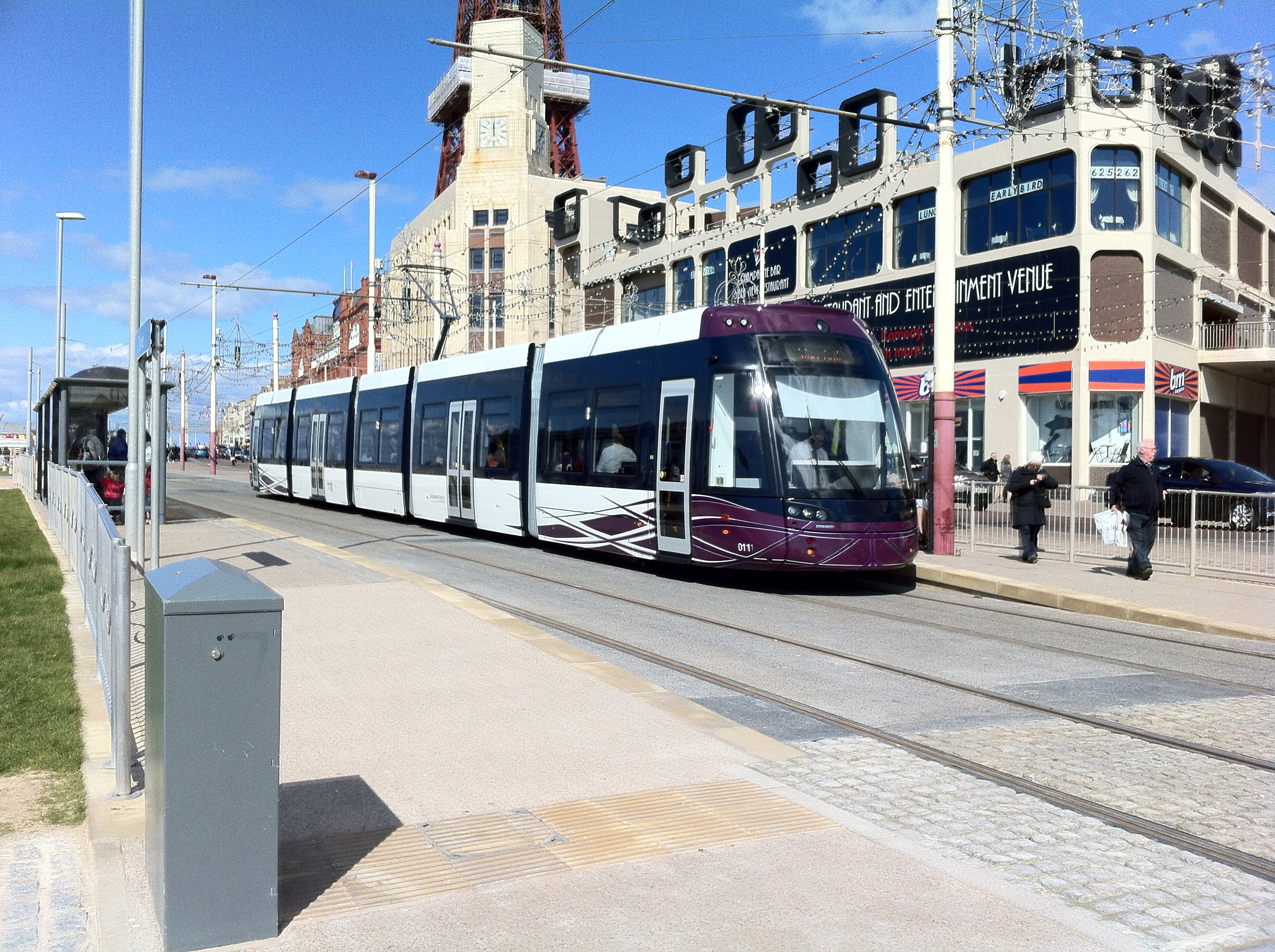
Sinds 2012 rijden in Blackpool 16 trams van het type Flexity 2.

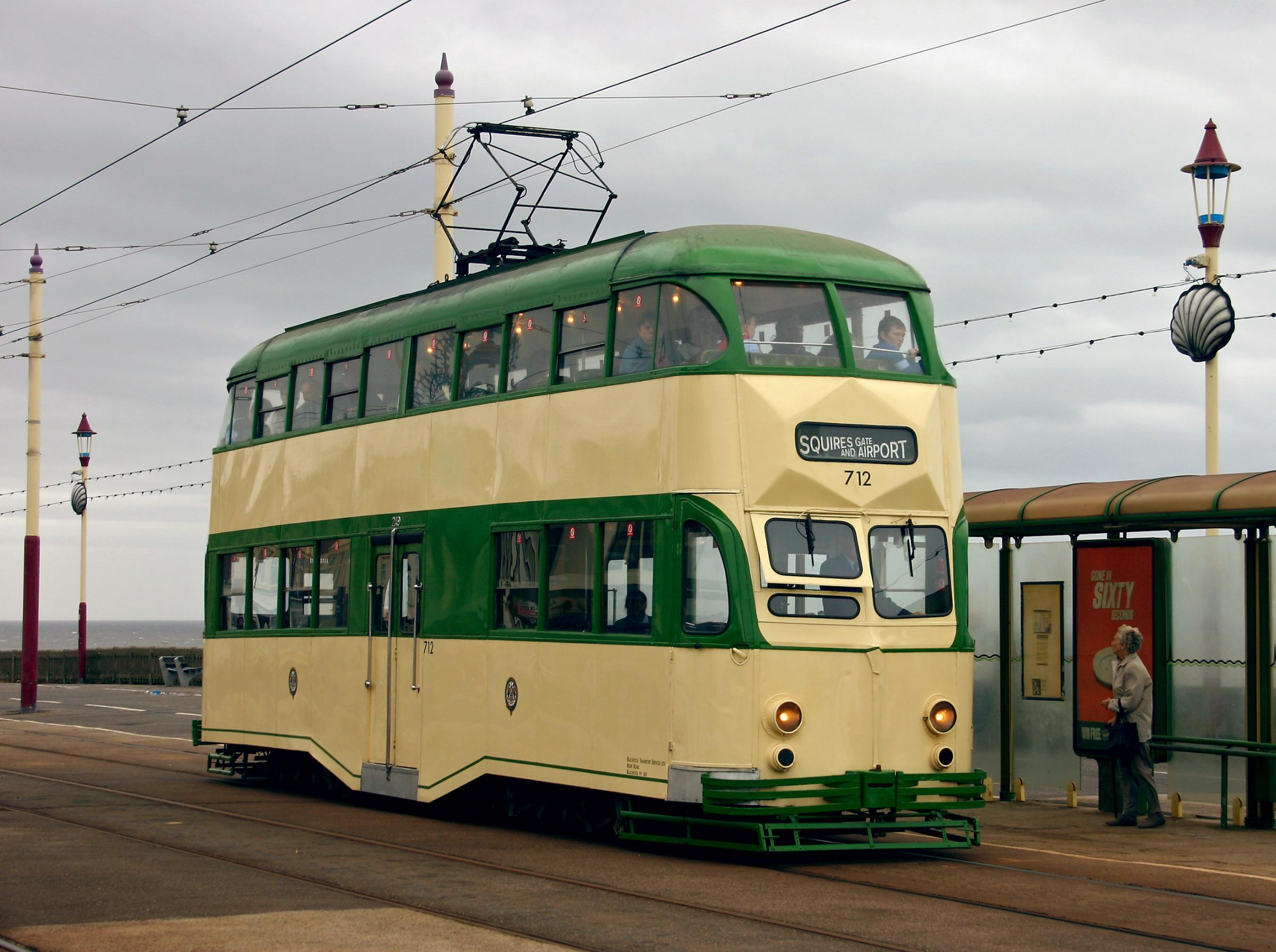
Balloon tram nr. 712 aan de halte Bispham Station

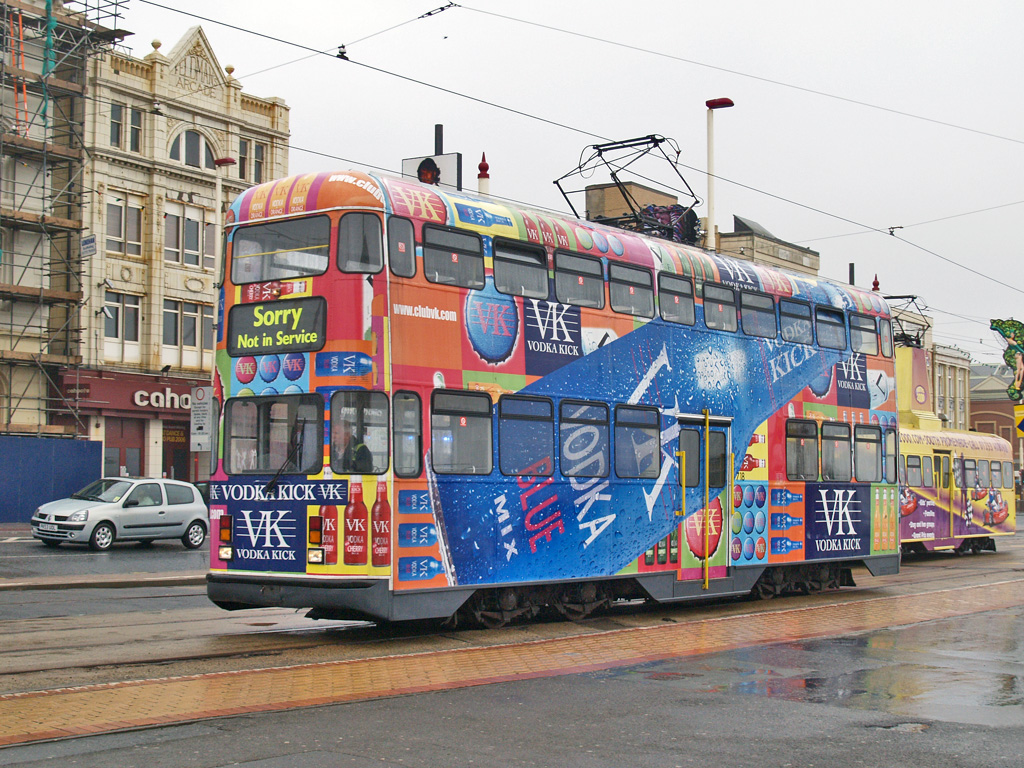
Dubbeldekker nr. 718

Het trambedrijf van Blackpool was een van de drie overgebleven niet-museumtramlijnen die dubbeldekkertrams gebruikten, de andere zijn in Hong Kong en in Alexandrië, Egypte. Zij werden echter enigszins gedomineerd door enkeldekkers, maar in het zomerseizoen werden de dubbeldekkers het meeste gebruikt, terwijl de enkeldekkers dan een bescheiden rol speelden. Sommige werden dan alleen gebruikt om op drukkere tijden extra capaciteit te bieden.
Het trammaterieel in Blackpool was tot 2012 zeer divers. Enkele van de trams uit de jaren 1930 waren nog steeds in vrijwel ongewijzigde vorm in regelmatige dienst. Bij andere was de wagenbak herbouwd. Soms werden historische trams van het National Tramway Museum te Crich in Derbyshire geleend voor de normale reizigersdienst.
Na 2012 werd de tramlijn geëxploiteerd met 16 trams van het type Flexity 2 van Bombardier. In dat jaar zijn alle oudere trams buiten dienst gesteld. 

## Trammaterieel
De Blackpool Tramway had een zéér gevarieerd historisch wagenpark. De standaard uitmonstering is die van de Metro Coastlines, ook in gebruik bij de bussen. De tramwagens hebben de traditionele groen-crème kleurencombinaties van Blackpool Transport en een aantal ervan dragen kleurige reclames. Enkele oude trams uit Blackpool bevinden zich bij het National Tramway Museum te Crich in Derbyshire.
Het wagenpark, inclusief de reserve, omvatte anno 2008 de volgende trams:

### Balloon cars

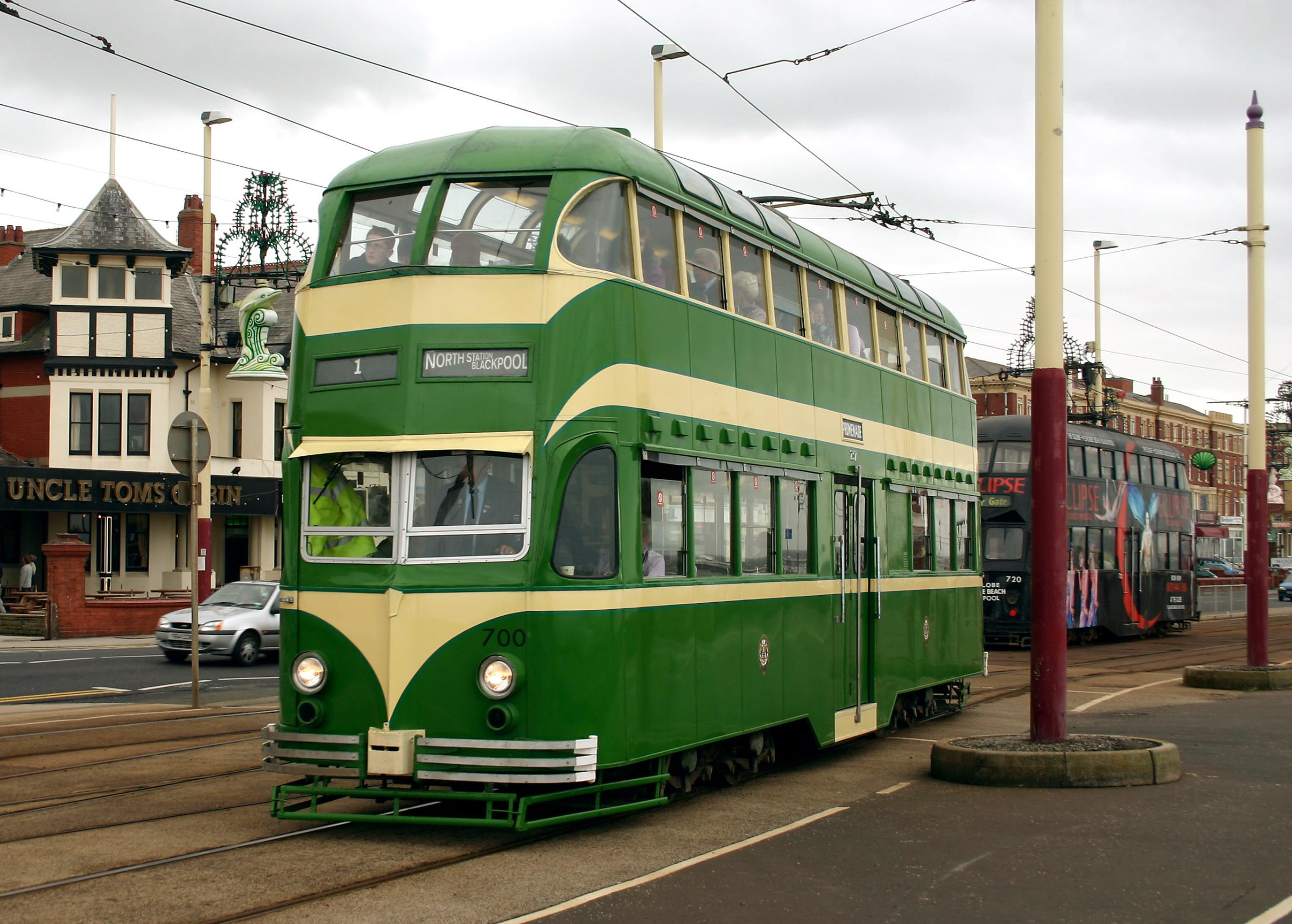
Balloon car nr. 700, gehuld in 'oorlogsgroen' te Bispham

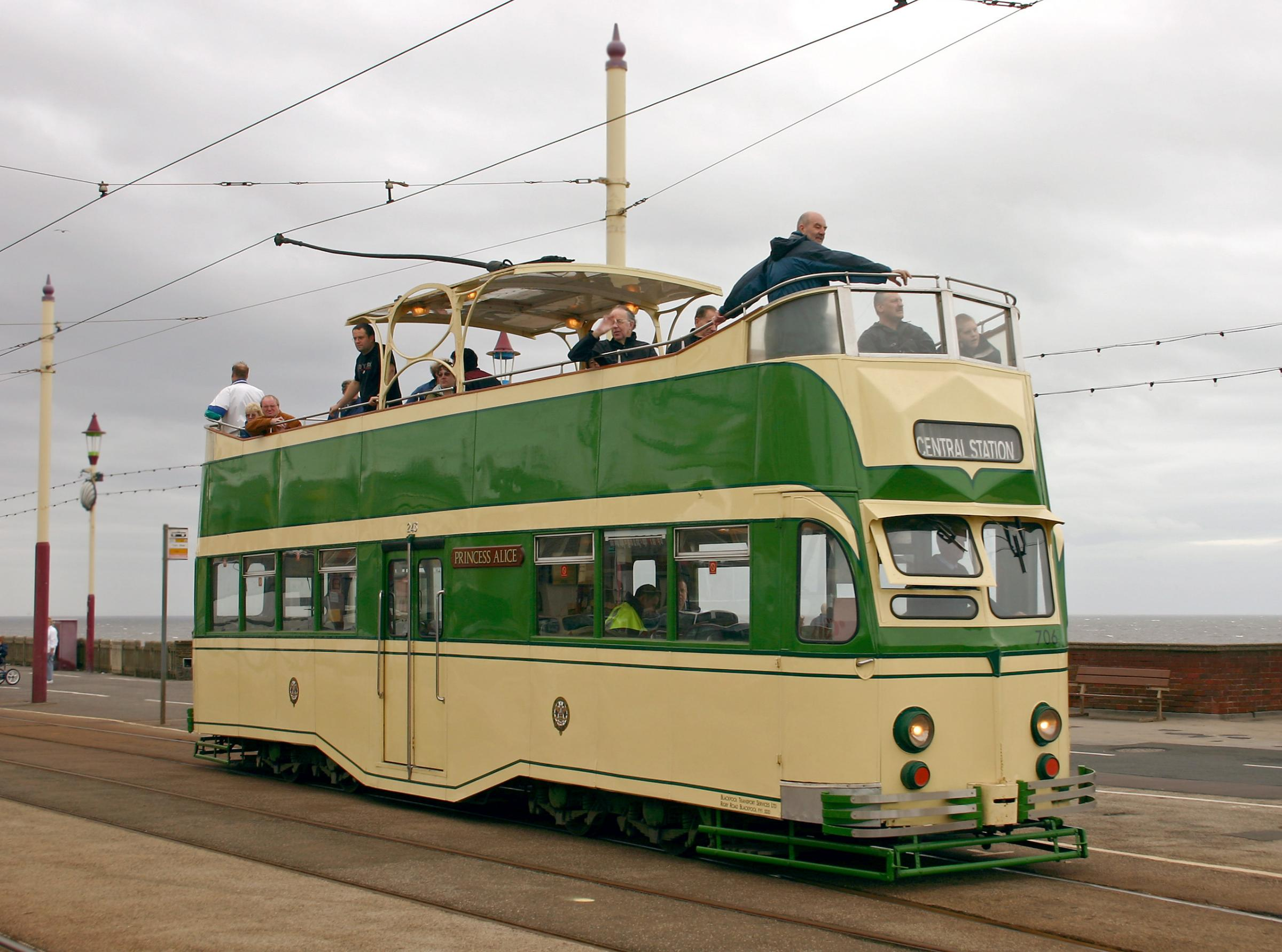
Open-top Balloon tram nr. 706 Princess Alice te Bispham

Ballontrams; ontworpen in 1933 door Walter Luff, de directeur van de tram. Deze trams reden oorspronkelijk op de lijn naar Squires Gate en in deze periode werden zij bekend onder de naam Balloon Cars vanwege hun ronde gestroomlijnde uiterlijk.
De aanschaf van deze trams was onderdeel van een plan om het wagenpark te moderniseren en waren bedoeld om de Dreadnought-wagens te vervangen, die sinds de opening van de tramlijn in gebruik waren.
Zij werden gebouwd door English Electric in 1934-’35. Er werden er 27 geleverd, waarvan 13 met een open bovendek. Zij werden zowel in de zomer als in de winterdienst gebruikt en droegen de nummers 237-263.
De Balloon cars hadden deuren en trappen op het middenbalkon. De capaciteit was 84 à 94 reizigers. Half te openen ramen dienden voor ventilatie en gebogen lampen in art-decostijl zorgen voor elektrisch licht. De trams met gesloten bovendek hadden dakramen en thermostatische radiatoren.
Tijdens de Tweede Wereldoorlog was er minder behoefte aan trams met open bovendek en daarom werd bij de wagens 237-249 de bovenetage overdekt. Ook werd het wagenpark in deze periode geschilderd in een donkergroen en crème kleurencombinatie om verf en tijd uit te sparen en tevens om de kans om vanuit de lucht opgemerkt te worden te verkleinen.
Na de oorlog werden de Balloons enigszins verwaarloosd als gevolg van de komst van de nieuwe Coronation cars. Zij werden beschouwd als ouderwets en traag. Blackpool Corporation veranderde zijn inzichten al snel toen men de kwaliteiten van de Coronation cars ondervond en de Balloons maakten eind jaren vijftig hun comeback. In 1958 werd het spoor naar Fleetwood aangepast en de Balloons verschenen steeds meer op speciale diensten op marktdagen omdat zij goed bruikbaar waren om de grote massa’s naar het noorden te vervoeren. De Balloons bleven op de lijn naar Squires Gate rijden tot de opheffing 1961. Vervolgens reed de hele serie alleen nog op de Promenade-lijn.

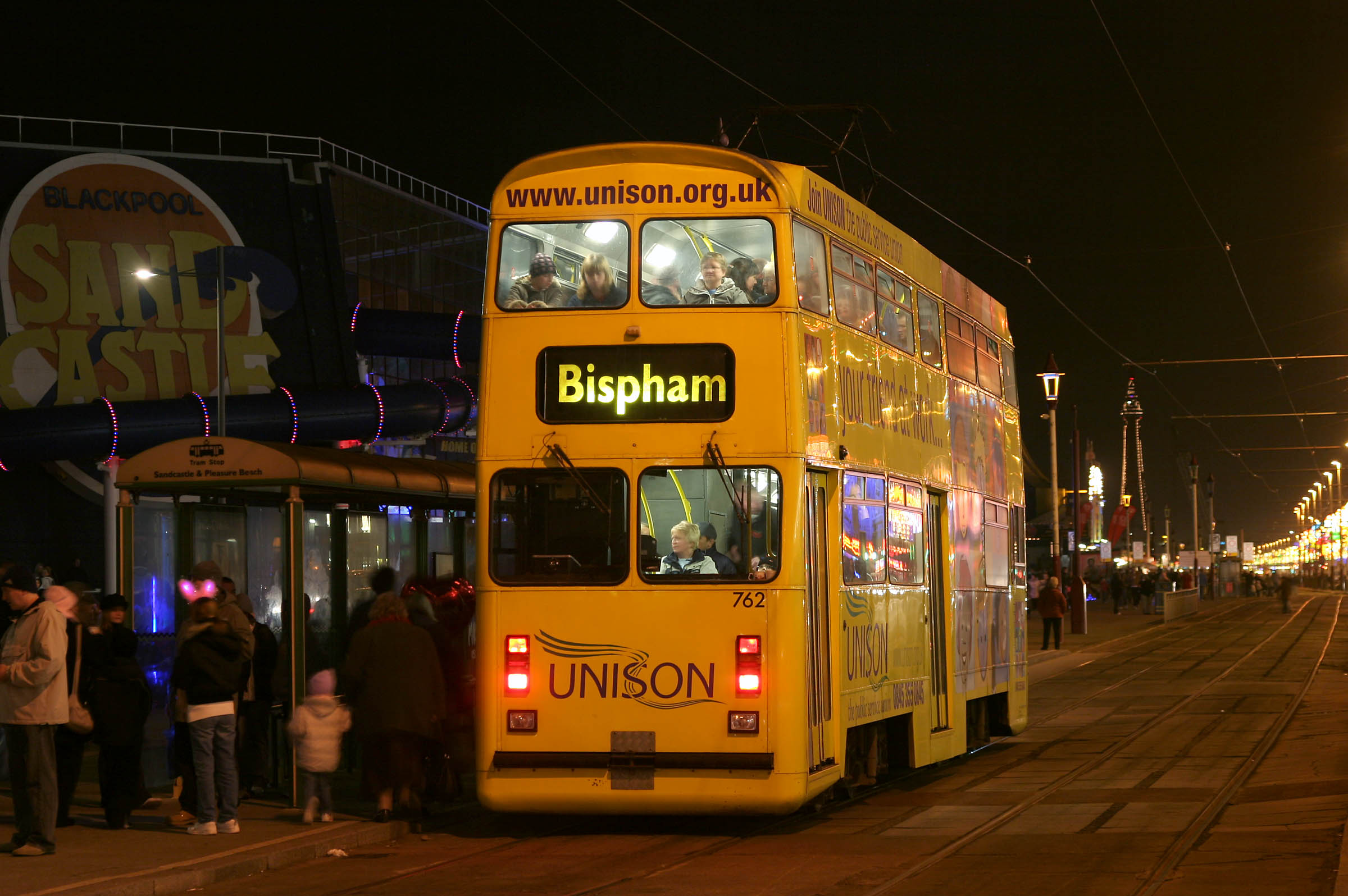
Jubilee tram nr. 762 bij Sand Castle, Blackpool

In 1968 werden zij vernummerd in 700-726. In 1979/1982 werden de Balloon cars 725 en 714 geheel verbouwd in twee nieuwe Jubilee cars 761 en 762. De verbouwing van de 725 hield ook in dat de trappen werden verplaatst naar de kopeinden van de wagen, waarvoor de wagenbak werd verlengd. De 762 behield zijn middendeuren.
In 1980 vond een ongeval plaats in de lus van Pleasure Beach, als gevolg waarvan de 705 en 706 buiten dienst werden gesteld. De 705 werd afgevoerd (de enige die gesloopt werd) en de 706 werd verbouwd tot tram met open bovendek, deze kreeg later de bijnaam Princess Alice. In de jaren negentig werd een aantal Balloons buiten dienst gesteld en vervolgens ingrijpend gemoderniseerd met vlakke kopwanden en modern interieur. Zij werden bekend als Millennium cars.
In 2002 werden de Balloons verbannen van de lijn ten noorden van Thornton Gate vanwege de slechte staat van de trambaan. Na groot onderhoud konden zij hier in 2005 weer terugkeren.

### Boat cars

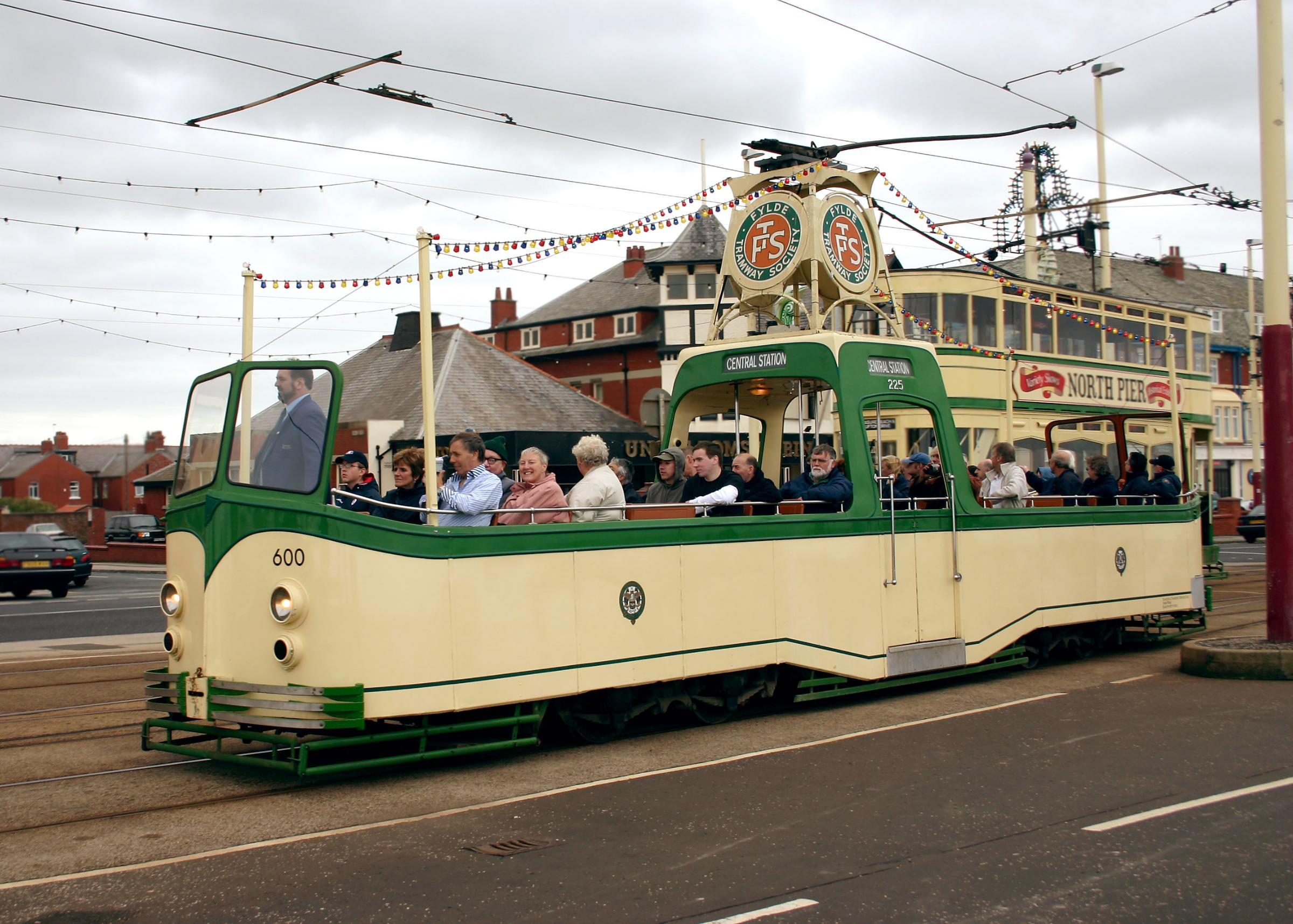
Boat cars nr. 600 te Bispham

Boat cars; zij werden gebouwd in 1934 door English Electric. Zij zijn de enige enkeldekstrams met open top en middendeuren. Zij hebben een capaciteit van 52 à 56 passagiers. Deze trams zijn bekend als Boat cars omdat zij een stroomlijnvorm hebben die aan een boot doet denken. Zij zijn de meest karakteristieke trams van Blackpool. Alle wagens zijn vrijwel identiek, behalve de 600, die iets kortere zijpanelen heeft.
De boat cars zijn in 1933 ontworpen door Walter Luff als onderdeel van zijn vijfjarenplan. Het eerste prototype arriveerde in het voorjaar van 1934. Na een proefperiode werden er nog elf bijbesteld, die in juli en augustus van hetzelfde jaar arriveerden. Zij kregen de nummers 225-236 en werden indertijd beschouwd als een van de meest revolutionaire tramtypes.
Zij werden het eerst in dienst gesteld op de circular and coastal tours, waar zij de oorspronkelijke Toastrack cars vervingen, die als onveilig en ouderwets werden beschouwd. Gedurende de oorlogsjaren werden zij overbodig en buiten dienst opgeslagen. Dit duurde tot 1946, toen zij weer in dienst werden gesteld op de Promenade service.
Alle twaalf trams bleven in de normale dienst tot de sluiting van de laatste niet-kust lijnen in 1963. De serie werd gereduceerd tot acht exemplaren en vernummerd in 600-608. De 229, 231, 232 en 234 werden opgeslagen en uiteindelijk in 1968 afgevoerd. In de jaren negentig werden de boottrams gerenoveerd en kregen diverse nieuwe kleurencombinaties, waaronder Routemaster-rood, blauw-geel en een fictieve oorlogsuitmonstering. De stroomafname met de trolleystang werd vervangen door pantografen, dit werd echter spoedig teruggedraaid.
Naast de trams in Blackpool zijn er ook boottrams in dienst in de Verenigde Staten. Wagen 226 (601) verliet Blackpool in 1976 om deel te nemen aan de viering van het tweehonderdjarige bestaan van de Verenigde Staten. Deze wagen bevindt zich nu bij het Western Rail Museum, Rio Vista Junction, Californië. Wagen 228 (603) vertrok in 1985 en kwam terecht bij de MUNI in San Francisco, waar deze tram nog steeds in de normale dienst rijdt. Wagen 606 verbleef gedurende het jaar 2000 bij het Trolleyville Museum, Ohio, in ruil voor de Standaardwagen 147, die in de oorspronkelijke toestand was gerestaureerd.

### Brush cars

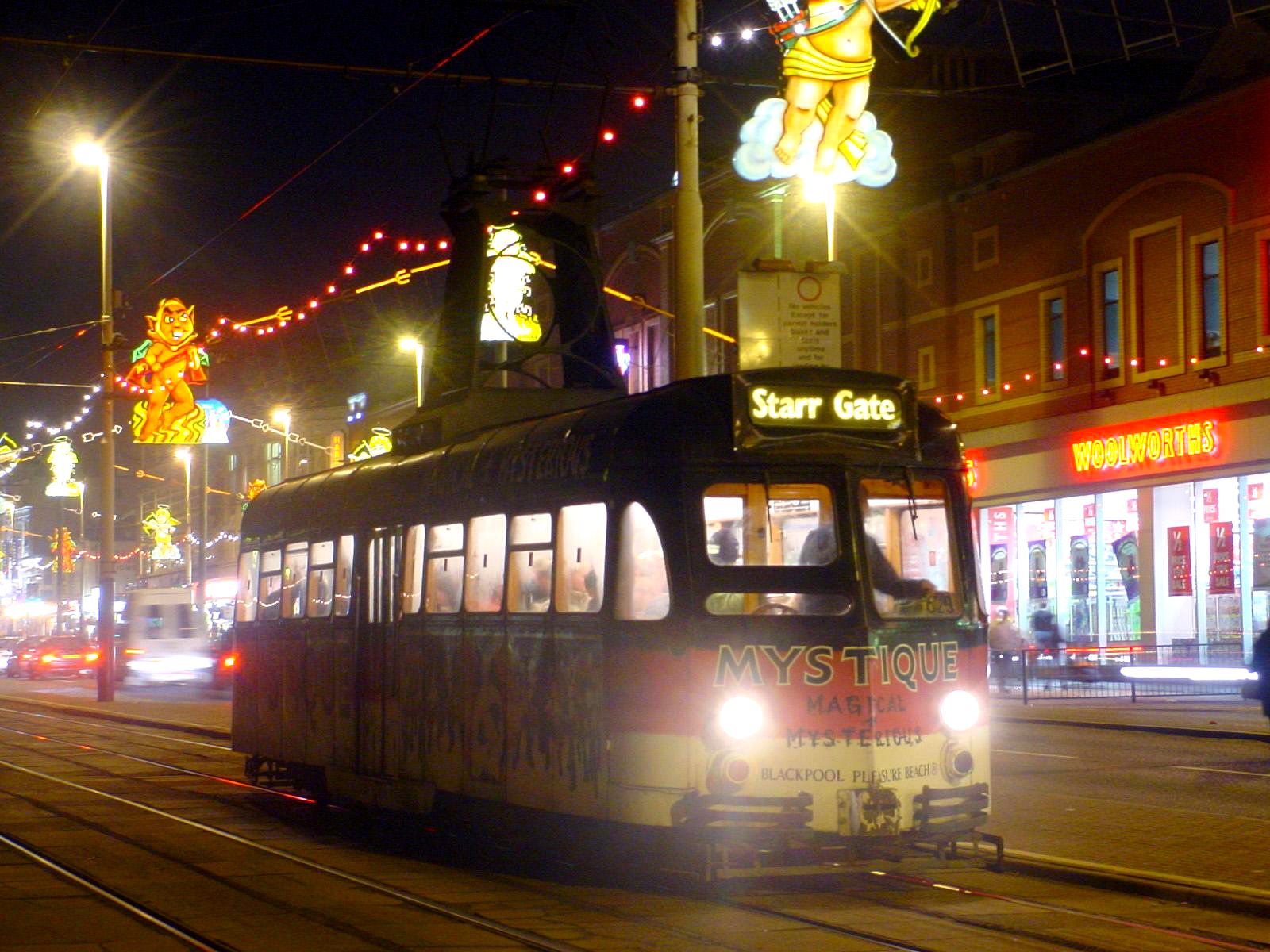
Brush car 623 in Mystique livery

Brush-trams; gebouwd door Brush in 1937. Het zijn enkeldekkers en ze zijn genummerd 621-637. De 633 is verbouwd tot de geïllumineerde Trawler.

### Centenary cars
Centenary cars; deze enkeldekkers werden in 1984-’88 gebouwd door de East Lancashire Coachbuilders Company, maar waren voorzien van gereviseerde motoren en wielstellen van eerder afgevoerde trams.

### Twin cars

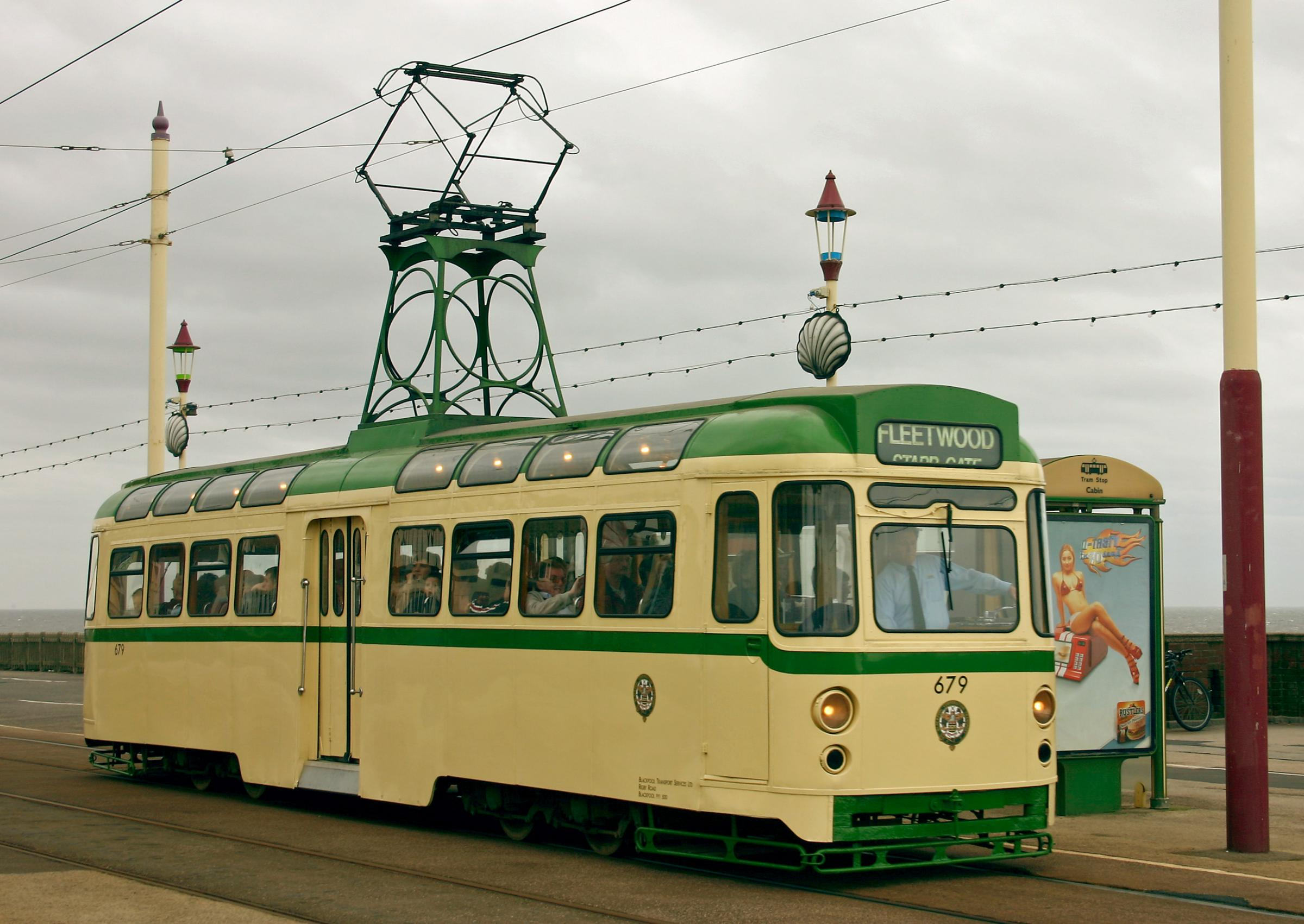
Enkeldekker nr. 679 te Bispham

Twin cars; enkeldekkers bestaande uit een motorwagen en bijwagen, in 1958-’62 verbouwd uit English Electric cars. De motorwagens hebben de nummers 671-680, de bijwagens 681-687. Zij rijden als stellen (bijvoorbeeld 675 & 685), behalve de 678-680, die los rijden.

### Millennium class cars
Millenniumtrams; dit zijn dubbeldekkers die in 2002-’05 werden verbouwd uit Balloon cars. Zij behielden hun oorspronkelijke nummers.

### Vintage cars

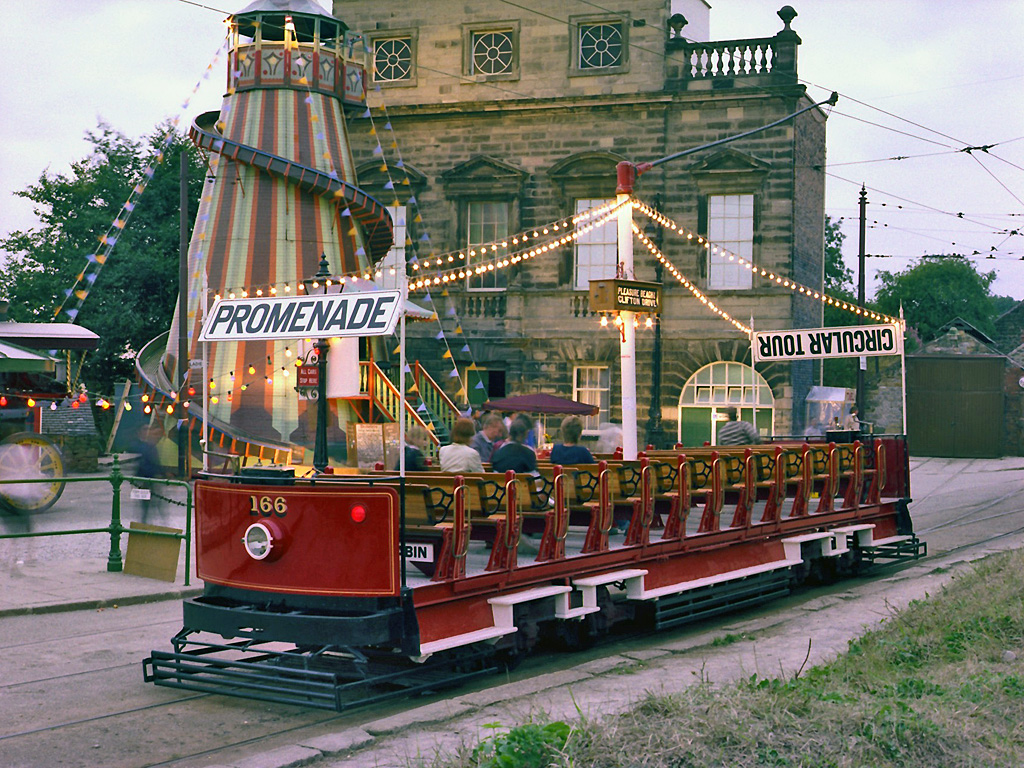
Museumtram nr. 166 bij het National Tramway Museum te Crich in Derbyshire

Museumtrams; het trambedrijf heeft of huurt een klein aantal trams die zijn bewaard uit vroeger afgevoerde tramtypen. Zij worden niet in de normale dienst gebruikt en zijn alleen te zien gedurende drukke zomerweekenden en speciale gelegenheden.

#### Standard cars

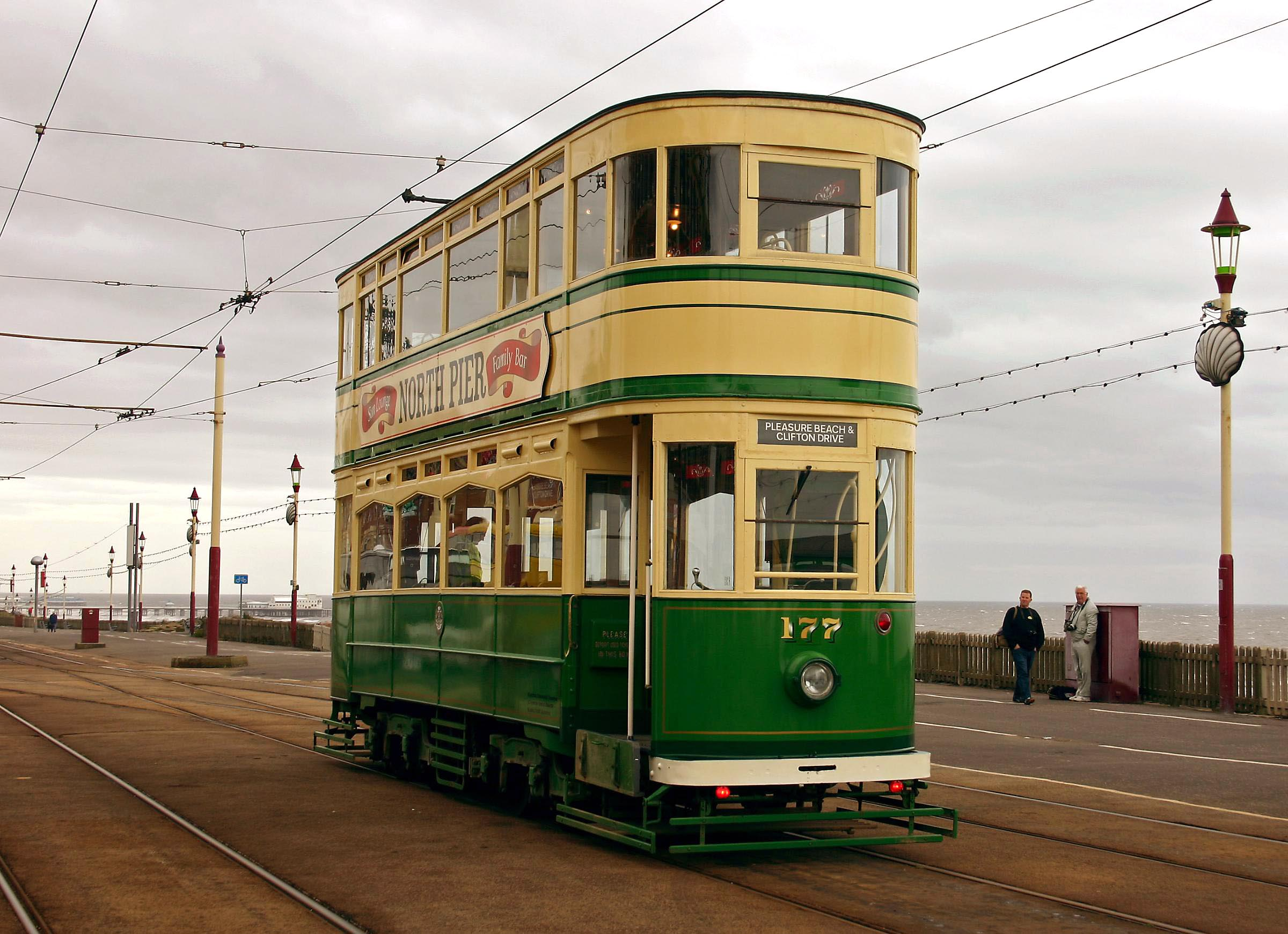
Museumtram nr. 177 te Bispham

Standaardtrams; dit zijn 55 trams die gebouwd werden tussen 1923 en 1929 door het Blackpool Corporation Transport Department. Het zijn dubbeldekkers, die oorspronkelijk open balkons hadden. De capaciteit bedroeg 78 passagiers, waarvan er 32 beneden konden zitten en 46 op het bovendek. Het ontwerp met vier zijruiten was afkomstig van de Motherwell-trams uit 1902. Tot het jaar 2000 reden er geen Standaardtrams in de normale dienst tot de 177, in ruil voor de Boat Car 606, uit de Amerikaanse staat Ohio terugkeerde in de uitvoering van 1924. Deze tram rijdt vaak op drukke zomerweekenden.

#### Pantograph cars

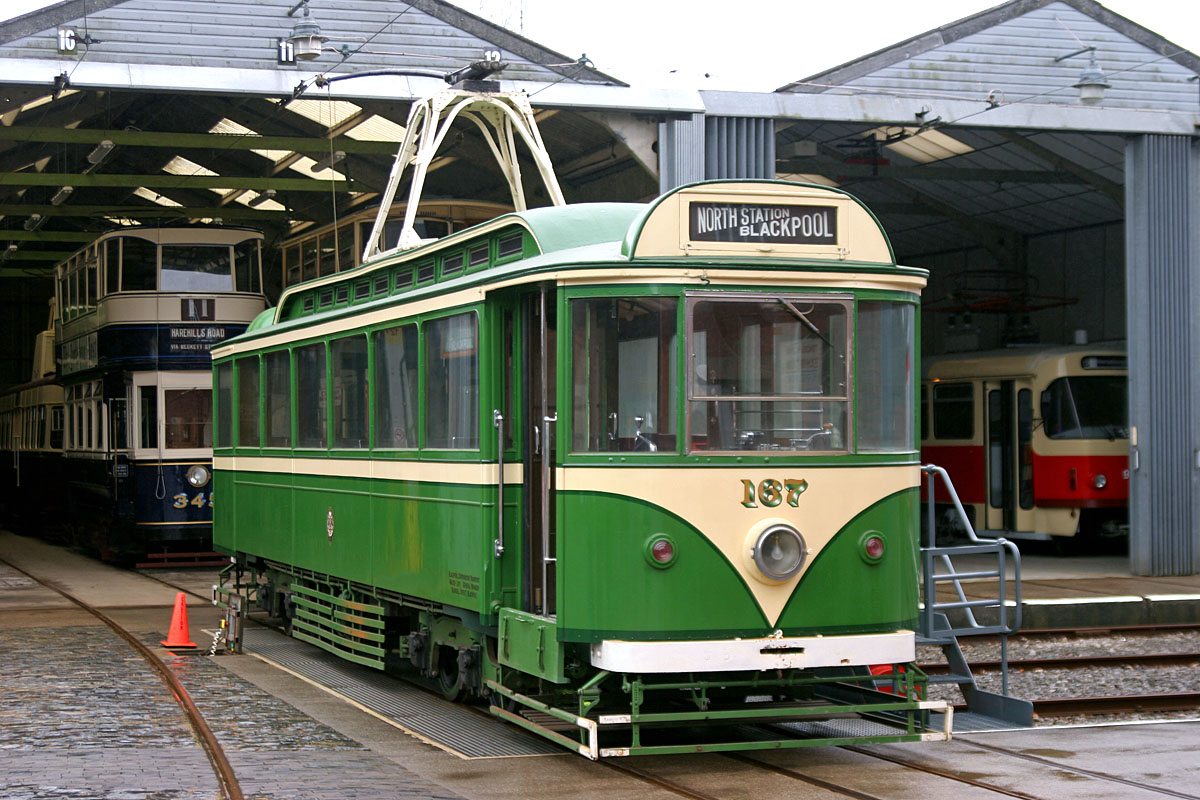
Pantograph car nr. 167 bij het National Tramway Museum te Crich in Derbyshire

Pantograaftrams; deze trams werden in 1928 gebouwd door English Electric in Preston. Het zijn enkeldekkers die voor £ 2000 werden aangeschaft door de Blackpool & Fleetwood Tramroad Company. Zij waren ontworpen voor gebruik als interlokale tram volgens Amerikaans model. Zij hadden 48 zitplaatsen en een pantograaf, vervaardigd door Brecknell, Munro & Rogers, die was gemonteerd op een hoge toren op het dak. De eerste tram, nummer 167, werd afgeleverd in 1928, de laatste, de 176 in 1929. Slechts een rijtuig is in Blackpool bewaard gebleven, echter als het geïllumineerde rijtuig van de Western Train, die in 1962 in dienst werd gesteld. Deze werd in 1999 buiten dienst gesteld en is na restauratie in 2009 weer gaan rijden. De enige rijvaardige tram van dit type is de 167 die bewaard is bij het National Tramway Museum te Crich in Derbyshire.

#### Coronation cars

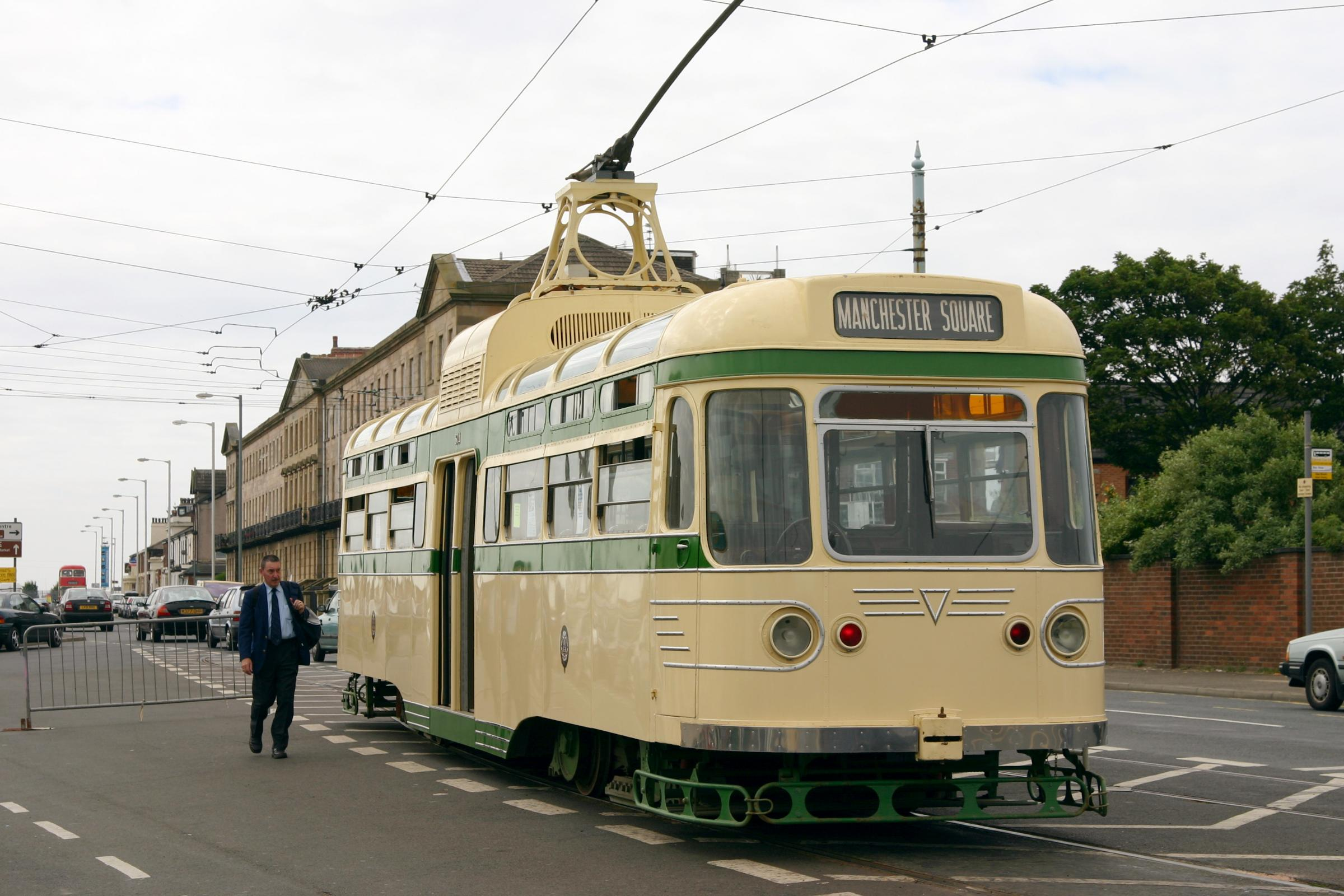
Museumtram Coronation car nr. 304 te Fleetwood

Coronation cars; deze trams droegen deze naam omdat zij in dienst werden gesteld in het kroningsjaar 1953 (kroning van Elizabeth II). Slechts drie van deze trams zijn er nog over. Zij werden gebouwd door Charles Roberts Ltd in Wakefield. Twee wagens zijn bewaard in particulier eigendom bij de Lancastrian Transport Trust (LTT).
Het geavanceerde VAMBAC-schakelsysteem (Variable Automatic Multinotch Braking and Acceleration Control)  van deze trams bleek de Achilleshiel te zijn omdat het zeer onbetrouwbaar bleek te zijn tijdens de dienst. Bij dertien trams werd het VAMBAC-systeem in de jaren zestig vervangen door conventionele schakelkasten, waardoor hun korte leven werd gerekt tot 1975, toen zij werden afgevoerd. De niet-verbouwde trams waren al in 1968 buiten dienst gesteld.
Blackpool Coronation 304 (later 641), de eerste tram van de serie, werd na restauratie in 2003 aan het publiek gepresenteerd bij proefritten op de Blackpool Promenade.

### Illuminated cars

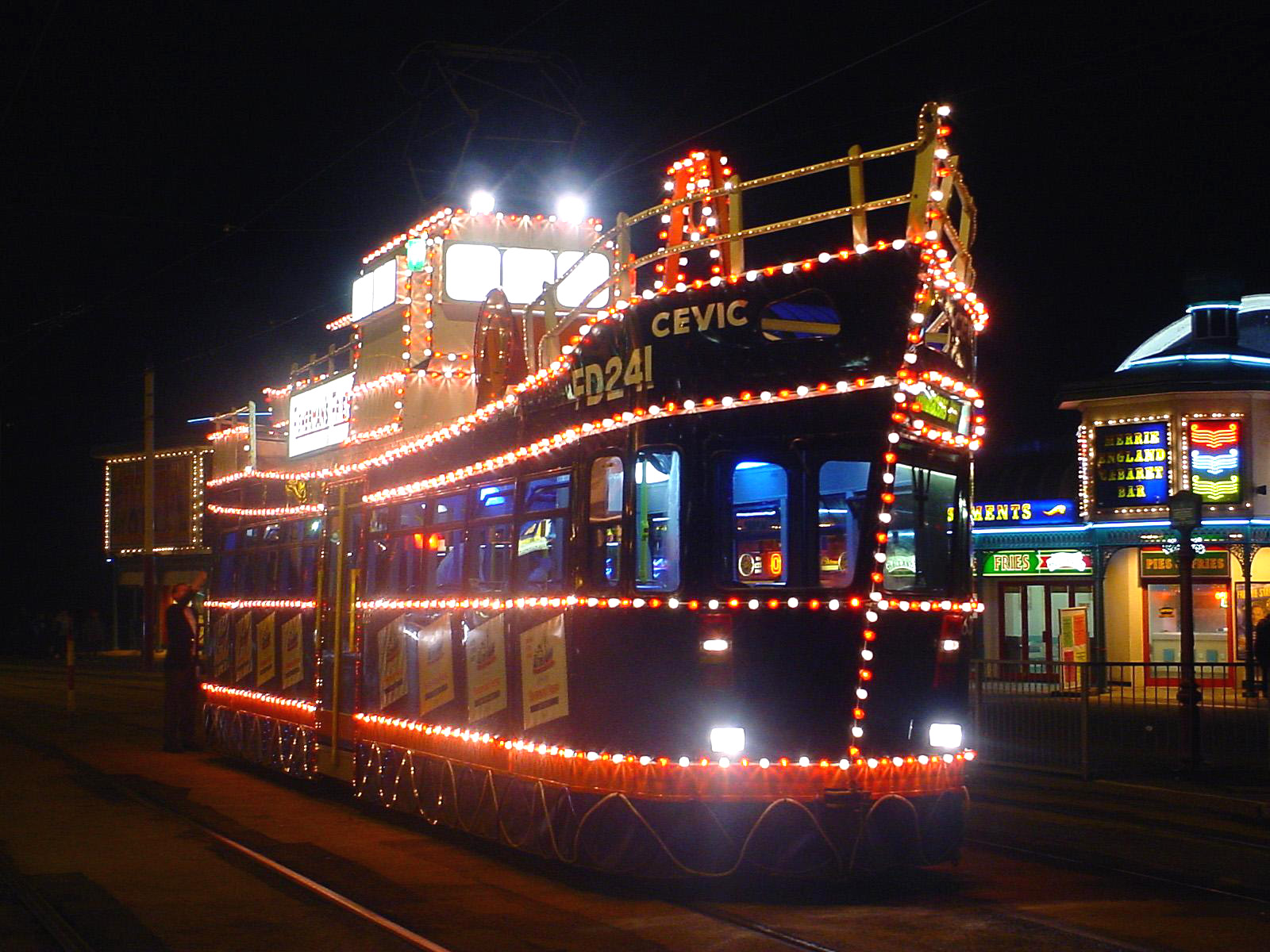
Brush car nr. 633, verbouwd als Illuminated car in de vorm van een fishing trawler (vissersboot)

Geïllumineerde trams; een verzameling van verbouwde enkeldektrams van verschillende ontwerpen die zijn verbouwd tot geïllumineerde thematrams. Zij rijden langs het geïllumineerde deel van de Promenade tijdens de Blackpool Illuminations jaarlijks in augustus. In 2009 keerde de Western Train uit 1962 terug op de baan, nadat deze sinds 1999 buiten dienst had gestaan.